# 歌でしか言えない
『歌でしか言えない』（うたでしかいえない）は、1991年10月23日にリリースされた中島みゆきの19作目のオリジナルアルバムである。

## 制作
デビュー16年目にして初めて本格的な海外でのレコーディングに臨んだアルバムで、「渚へ」と「南三条」の2曲でディーン・パークス、エイブラハム・ラボリエルらがバックを務めている。また、同時期に瀬尾がアルバムのプロデュースに携わった縁で、リタ・クーリッジが「おだやかな時代」にコーラスで参加している。それ以外の収録曲は、これまでと同じく鈴木茂など国内メンバーによる演奏となっている。

## リリース
通常盤のCDの他に、APO-CD盤とカセットテープでも発売され、ライナーノーツは残間里江子と呉智英による寄稿が記載されている。なお、初回盤CDとAPO-CDのライナーノーツに掲載されていた歌詞カードには中島みゆきによる手書きの歌詞が印刷されていたが、2001年にヤマハミュージックコミュニケーションズから発売された現行盤では全て印刷された文字の歌詞カードに替わっている。
APO-CD盤には、中島本人によるお詫びの手書きメッセージが記載された赤い背景に白抜きのカードが封入されている。全文は以下の通り。
| 「          | マスターテープの音を より忠実に再生するために APO製CDの採用に踏みきりましたが 残念ながら未だ量産できていない材質のため 高価になってしましましたので、やむを得ず 通常CDと並行発売となりました | 」 |
| —中島みゆき | |    |

このアルバムのポニーキャニオン盤は既に廃盤となっているが、2021年現在でも、このアルバムを含んだ通販限定CDボックスは、ポニーキャニオンショッピングクラブにて販売中である。

## 収録曲

### CD/APO
| 全作詞・作曲: 中島みゆき、全編曲: 瀬尾一三。 |                        |            |            |      |
| #                                            | タイトル               | 作詞       | 作曲・編曲 | 時間 |
| 1.                                           | 「C.Q.」               | 中島みゆき | 中島みゆき | 7:55 |
| 2.                                           | 「おだやかな時代」     | 中島みゆき | 中島みゆき | 7:10 |
| 3.                                           | 「トーキョー迷子」     | 中島みゆき | 中島みゆき | 5:08 |
| 4.                                           | 「Maybe」              | 中島みゆき | 中島みゆき | 6:19 |
| 5.                                           | 「渚へ」               | 中島みゆき | 中島みゆき | 6:09 |
| 6.                                           | 「永久欠番」           | 中島みゆき | 中島みゆき | 6:57 |
| 7.                                           | 「笑ってよエンジェル」 | 中島みゆき | 中島みゆき | 5:15 |
| 8.                                           | 「た・わ・わ」         | 中島みゆき | 中島みゆき | 4:51 |
| 9.                                           | 「サッポロSNOWY」      | 中島みゆき | 中島みゆき | 5:40 |
| 10.                                          | 「南三条」             | 中島みゆき | 中島みゆき | 7:32 |
| 11.                                          | 「炎と水」             | 中島みゆき | 中島みゆき | 6:49 |
| 合計時間:                                    | 合計時間:              | 69:45      |            |      |

### カセットテープ
| 全作詞・作曲: 中島みゆき、全編曲: 瀬尾一三。 |                    |            |            |      |
| #                                            | タイトル           | 作詞       | 作曲・編曲 | 時間 |
| 1.                                           | 「C.Q.」           | 中島みゆき | 中島みゆき | 7:55 |
| 2.                                           | 「おだやかな時代」 | 中島みゆき | 中島みゆき | 7:10 |
| 3.                                           | 「トーキョー迷子」 | 中島みゆき | 中島みゆき | 5:08 |
| 4.                                           | 「Maybe」          | 中島みゆき | 中島みゆき | 6:19 |
| 5.                                           | 「渚へ」           | 中島みゆき | 中島みゆき | 6:09 |
| 6.                                           | 「永久欠番」       | 中島みゆき | 中島みゆき | 6:57 |
| 合計時間:                                    | 合計時間:          | 39:38      |            |      |

| 全作詞・作曲: 中島みゆき、全編曲: 瀬尾一三。 |                        |            |            |      |
| #                                            | タイトル               | 作詞       | 作曲・編曲 | 時間 |
| 1.                                           | 「笑ってよエンジェル」 | 中島みゆき | 中島みゆき | 5:15 |
| 2.                                           | 「た・わ・わ」         | 中島みゆき | 中島みゆき | 4:51 |
| 3.                                           | 「サッポロSNOWY」      | 中島みゆき | 中島みゆき | 5:40 |
| 4.                                           | 「南三条」             | 中島みゆき | 中島みゆき | 7:32 |
| 5.                                           | 「炎と水」             | 中島みゆき | 中島みゆき | 6:49 |
| 合計時間:                                    | 合計時間:              | 30:07      |            |      |

## 楽曲解説
1. C.Q.
  - モールス符号のような無機質なイントロで始まる作品。C.Q.はアマチュア無線で通信開始時に、コールサインを名乗る前に発する符号であり、主に不特定多数へ呼びかける(コールする)時に使用する。音声では「CQ CQ  こちらは J○○XXX」、モールス符号(欧文)では「― ‐ ― ‐ 、― ― ‐ ― (ツートツート ツーツートツー)」となる。
2. おだやかな時代
  - 1986年にテレビ朝日の報道番組『ニュースステーション』内のコーナー『日本の駅』のテーマソングとして書かれた曲。当初は最初の部分しか唄われておらず[注釈 1]、アルバムに収録されるに当って新たに詞が書き足された。また、譜割りも全く違っており曲調もゴスペル調ではなく、フォーク調であった。リズム・セクションは国内で録音されたもので、リタ・クーリッジが参加したコーラスはそれとは別にロサンゼルスで録音された。
  - プロモーション・クリップも存在し、PV集『A Film of Nakajima Miyuki』と『THE FILM of Nakajima Miyuki』に収録された。
3. トーキョー迷子
  - アルバムの発表に先駆ける形で、同年の6月にシングルで発売された。アルバムに収録されているのはシングルとはドラムの打ち込みが違う別ミックス。1992年に発売されたベスト・アルバム『中島みゆき BEST SELECTION II』に収録されているのはこのヴァージョンである。
  - シングルの発表に際してプロモーション・ビデオが作られ、PV集『A FILM of Nakajima Miyuki』と『THE FILM of Nakajima Miyuki』に収録されている。
4. Maybe
  - 1989年から毎年年末に渋谷で行われていた音楽劇『夜会』の第2回（1990年上演）のために書き下ろされた曲。その際に演奏されたバージョンとほぼ同じアレンジでこのアルバムには収録されている。翌年に、｢誕生｣との両A面扱いでシングルカットされ、『夜会』のために書かれた曲を集めたセルフカバー作品『10 WINGS』（1995年）でリメイクされた。
  - 1991年冬に放送された鈴木保奈美が出演したPanasonic VHS-Cカメラ「ブレンビー」のCMソングとしても使用された。
5. 渚へ
6. 永久欠番
  - 歌詞は東京書籍から発行された中学3年生向けの国語の教科書『新しい国語』に掲載された。
7. 笑ってよエンジェル
  - 1990年発売のシングル「with」のカップリングに収録されていた曲。テイクはシングルで発売されたものとは異なっている。
8. た・わ・わ
  - 東京スカパラダイスオーケストラが“スカパラホーンズ”名義で、ホーンセクションとして参加している。
9. サッポロSNOWY
  - 北海道放送製作のTBS系全国放送ドラマ『たった一度の雪 〜SAPPORO・1972年〜』（2007年）の主題歌[2]。
10. 南三条
  - 曲名は札幌市の繁華街より。アルバム発表より数ヶ月前に東京・渋谷のBunkamuraシアターコクーンで上演された中島が構成・音楽を担当した自由劇場『ラヴ・ミー・テンダー』の劇中歌として使用された。
  - 「渚へ」と同じく大部分がロサンゼルスで録音された。
11. 炎と水
  - タイトルである「炎と水」は一般的なイメージとは逆に、女を“炎”、男を“水”に例えている。本作に収録されている曲はその殆どが翌1992年に行われたコンサートツアー『カーニヴァル1992』や『夜会』で演奏されたが、唯一この曲だけがこれまで一度もステージで演奏されたことが無い。

## 演奏者
- Vocals：中島みゆき

| C.Q. - Programming Drums：瀬尾一三・森達彦 - Synth.Bass：倉田信雄 - E.Lead Guitar：今剛 - Keyboards：瀬尾一三・倉田信雄 - Synth, Percussion：浦田恵司 - Programmer：浦田恵司・森達彦 おだやかな時代 - Programming Drums：瀬尾一三 - Grand Piano：倉田信雄 - Synth.Bass：国吉良一 - E.Rhythm Guitar：今剛 - E.Lead Guitar：今剛 - Keyboards：倉田信雄・国吉良一 - Programmer：浦田恵司 - Background Vocals：Maxi Anderson, Clydene Jackson, Carmen Twillie, Monalisa Young, Yarelie Kashimura, Joey Diggs, David Lasley, Arnold McCuller, Fred White, Rita Coolidge トーキョー迷子 - Programming Drums：瀬尾一三・浦田恵司 - Synth.Bass：倉田信雄 - E.Rhythm Guitar：今剛 - E.Lead Guitar：鈴木茂 - Keyboards：倉田信雄・エルトン永田・国吉良一 - Programmer：浦田恵司 Maybe - Drums：島村英二 - E.Bass：富倉安生 - E.Rhythm Guitar：鈴木茂 - E.Lead Guitar：鈴木茂 - Acoustic Guitar：吉川忠英 - Grand Piano：倉田信雄 - Keyboards：倉田信雄 - Percussion：斉藤ノブ - Programmer：浦田恵司 - Background Vocals：杉本和世・坪倉唯子・瀬尾一三 渚へ - Drums：John Robinson - E.Bass：Abraham Laboriel - E.Rhythm Guitar：Paul Jackson Jr. - 1st E.Lead Guitar：今剛 - 2nd E.Lead Guitar：Paul Jackson Jr. - Acoustic Guitar：Dean Parks - Keyboards：Tom Keane, 倉田信雄 - Percussion：Paulinho Da Costa, 斉藤ノブ - Programmer：浦田恵司 - Background Vocals：杉本和世・坪倉唯子 | 永久欠番 - Drums：山木秀夫 - E.Bass：富倉安生 - Pedalsteel Guitar：今剛 - E.Slide Lead Guitar：今剛 - E.Guitar：今剛 - Acoustic Guitar：吉川忠英 - Keyboards：倉田信雄・瀬尾一三 - Programmer：浦田恵司 - Background Vocals：杉本和世・坪倉唯子・瀬尾一三 - Strings：Joe Group 笑ってよエンジェル - Drums：島村英二 - E.Bass：美久月千晴 - E.Rhythm Guitar：今剛 - Acoustic Guitar：吉川忠英 - Keyboards：国吉良一 - Synth.Percussion：瀬尾一三 - Programmer：浦田恵司 - Background Vocals：杉本和世・木戸恭弘・比山貴咏史 た・わ・わ - Programming Drums：瀬尾一三・浦田恵司 - Synth.Bass：倉田信雄 - E.Rhythm Guitar：今剛 - E.Slide Lead Guitar：今剛 - F.Mandolin：吉川忠英 - Percussion：斉藤ノブ - Programmer：浦田恵司・中山信彦 - Background Vocals：杉本和世・坪倉唯子・瀬尾一三 - Horn Section：スカパラホーンズ - Trumpet：名古屋君義 - T.Sax：GAMOU - Trombone：北原雅彦 - Horn Arrangement：北原雅彦 サッポロSNOWY - Drums：島村英二 - E.Bass：高水健司 - E.Rhythm Guitar：今剛 - Acoustic Guitar：吉川忠英 - Keyboards：倉田信雄・瀬尾一三 - Percussion：斉藤ノブ - Programmer：浦田恵司 - Background Vocals：杉本和世・坪倉唯子 - Strings：Joe Group - Strings Arrangement：萩田光雄 南三条 - Drums：John Robinson - E.Bass：Abraham Laboriel - E.Rhythm Guitar：Paul Jackson Jr. - Acoustic Guitar：Dean Parks - Keyboards：Tom Keane - Percussion：Paulinho Da Costa - Background Vocals：杉本和世・坪倉唯子 - T.Sax：古村敏比古 炎と水 - Drums：山木秀夫 - E.Bass：富倉安生 - E.Rhythm Guitar：今剛 - E.Lead Guitar：今剛 - Grand Piano：倉田信雄・瀬尾一三 - Synth.Percussion：浦田恵司 - Programmer：浦田恵司 |